# Плугарі (Нямц)
Плугарі (рум. Plugari) — село у повіті Нямц в Румунії. Входить до складу комуни Урекень.
Село розташоване на відстані 308 км на північ від Бухареста, 33 км на північний схід від П'ятра-Нямца, 78 км на захід від Ясс.

## Населення
За даними перепису населення 2002 року у селі проживали 9 осіб, усі — румуни. Усі жителі села рідною мовою назвали румунську.